# Жовнино (Черкасская область)
Жо́внино (укр. Жовнине) — село в Золотоношском районе Черкасской области Украины. Население по переписи 2001 года составляло 1058 человек. Занимает площадь 2,768 км². Почтовый индекс — 19973. Телефонный код — 4739.

## История
Желни — древнерусский город у впадения реки Сула в Днепр (ныне село Жовнино Золотоношского района Черкасской области Украины). Город был построен по приказу великого князя Руси Владимира Мономаха для защиты юго-восточной границы государства от нападений кочевников и стал звеном Посульской оборонительной линии. Летопись сообщает, что «в лето 1116 Ярополк (сын Владимира Мономаха) сруби город Желни Дрючином (жителям Друцка), их же бе полонил».
Рядом с селом в месте, ныне затопленном водами Кременчугского водохранилища, было обнаружено городище. По сведениям В. Г. Ляскоронского, на 1901 год поселение, полукруглое в плане, было укреплено дугообразным валом. Рядом располагалось неукреплённое селище. Собранный на памятнике подъёмный материал, в том числе две свинцовые вислые печати греко-русского типа, свидетельствуют, что новые укрепления в 1116 года были возведены на месте более древнего поселения X(?)—XI веков.

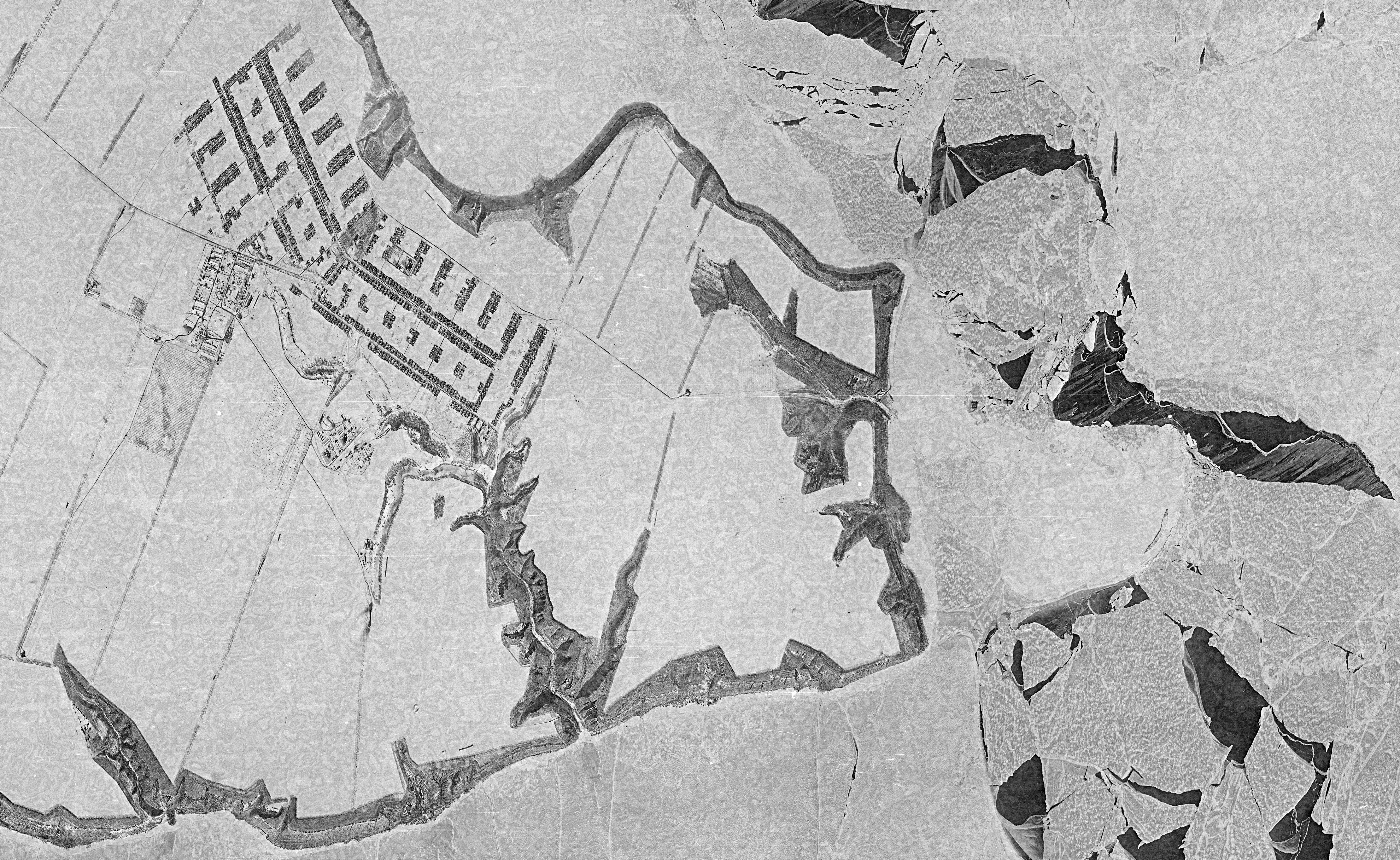
Спутниковая съёмка села Жовнино. 1981 год

Рядом с первым упомянутым городищем в 1956 году С. Р. Килиевич было исследовано второе, которое до затопления территории водами Кременчугского водохранилища примыкало на востоке к старому руслу р. Сула, а по остальному периметру подковообразным валом ограничивало площадку в 0.7 га. Городище по устройству аналогично Воиню и было, вероятно, гаванью Желня. При исследовании найдены различные материалы конца X—XIII вв. (в том числе костяной предмет с родовым знаком Владимира Святославича). Трезубец передан в парадной версии: основание и треугольная ножка оформлены сложным плетёным орнаментом.
В 1638 году близ села произошла Жовнинская битва, в которой восставшие казаки под предводительством Якова Острянина и Дмитрия Гуни потерпели поражение от войск Речи Посполитой. В ходе русско-польской войны 1654—1667 годов русский воевода Григорий Косагов одержал под Жовнином в 1662 году победу над казаками Ивана Богуна и крымскими татарами.

## Персоналии
- Гиря, Иван Васильевич (?—1654) — украинский военный, государственный и дипломатический деятель XVII века, Белоцерсковский полковник Войска Запорожского. Один из сподвижников Богдана Хмельницкого.
- Лысенко, Андрей Витальевич (1851—1910) — украинский врач, писатель, общественный деятель, младший брат композитора Николая Лысенко.

## Местная власть
19950, Черкасская обл., Золотоношский р-н, с. Ирклиев, ул. Богдана Хмельницкого, 7